# Les dones de la ruta de la seda
Les dones de la ruta de la seda (originalment en anglès, Women of the Silk Road) és una pel·lícula de gènere documental del 2017 dirigida per la cineasta iraniana Yassamin Maleknasr. Està produïda a l'Iran, Oman, Tadjikistan i Turquia i es va estrenar el 7 de novembre de 2017. Amb una durada de 70 minuts, Maleknasr presenta la ruta de la seda a través del testimoni de quatre dones de quatre països que representen un llegat poc conegut d'artesania i d'esforç, d'amor i de mort, amb uns orígens que es remunten a la nit dels temps. Les seves històries representen una mirada diferent de la percepció estàndard de les dones musulmanes. El treball va rebre el premi UNESCO Almaty el 2019. El mateix any es va estrenar el doblatge en català al canal 33 en la programació dedicada a la Setmana de les Dones.